# Yakima County
Yakima County je okres ve státě Washington ve Spojených státech amerických. K roku 2010 zde žilo 243 231 obyvatel. Správním městem okresu je Yakima. Celková rozloha okresu činí 11 168 km².